# Roberto Júlio de Figueiredo
Roberto Júlio de Figueiredo (geboren am 20. Februar 1979 in Maringá, Brasilien) ist ein ehemaliger brasilianischer Fußballspieler.

## Karriere
Der 1,80 Meter große Mittelfeldspieler begann seine Karriere 1998 beim Verein AA Ponte Preta unter Vertrag stand. Während seiner fünf Jahre absolvierte 106 Ligaspiele. Nach fünf Jahren in Brasilien wechselte er zum japanischen Verein Avispa Fukuoka, er stand von 2004 bis 2006 unter Vertrag. In den drei Jahren nahm er an 97 Ligaspielen teil. Von 2010 bis 2012 bestritt er beim Verein Yokohama FC 22 Ligaspiele. 2011 wurde er für ein torloses Ligaspiel an den Verein FC Tokyo ausgeliehen.